# MSBR
MSBR (auch Molten Salt Breeder Reactor englisch Flüssigsalzreaktor) war ein 1992 debütiertest Japanoise-Projekt. Das Projekt endete mit dem Tod des Musikers Tano Kōji am 31. Juli 2005.

## Geschichte
Tano Kōji begann 1992 damit als MSBR Musik zu veröffentlichen. Er spielte seither mit einer Reihe bekannter Noise-Musiker und tourte als MSBR in Asien, Europa, Nordamerika und Australien. Einen Großteil seines Materials veröffentlichte er auf seinen eigenen Labeln MSBR Records. Hinzukommend unterhielt er das Musikgeschäft Ned’s in Tokio, dass zur Verbreitung des Japanoise beitrug.
Ergänzend kooperierte er allerdings mit bekannten Unternehmen des Noise- und Industrial-Spekturms wie Old Europa Café, BloodLust!, Self Abuse Records und RRRecords. Splitveröffentlichungen und Kollaboration erschienen mit Interpreten wie Richard Ramirez, Merzbow, Aube, K2 oder Government Alpha. Mit dem amerikanischen Noise-Musiker Daniel Menche trat er früh in Briefkontakt.
Kōji starb am 31. Juli 2005 im Alter von 44 Jahren, womit MSBR endete. David Novak führte in seinem Buch Japanoise Kōji als schmerzlichen Verlust. Gelegentlich erschienen Veröffentlichungen Postum.
Veröffentlichungen des Projektes wurden in kleinen Musikgeschäften vertrieben und in die Rotation mehrerer College-Radios aufgenommen. Die Band zählte zu jenen die Thurston Moore während einer Tournee mit Sonic Youth zu Beginn der 1990er entdeckte. Im Jahr 1995 nutzte er die Musik der so entdeckten Japanoise-Interpreten für einen Remix des Stücks Rising von Yoko Ono, was durch die erst nachkommende Bitte um Genehmigung, international für Aufmerksamkeit sorgte.

## Stil

### Musik
MSBR Japanoise ist vielschichtig und rhythmisch. Kōji nutzt analoge Verzögerungen und Unschärfen, während er „von einer Klangfarbe in eine andere wechselt, wobei er nie eine Textur länger als fünf oder zehn Sekunden verweilen lässt.“

### Performance
Die Auftritte von MSBR waren trotz der Reduzierung auf eine geradezu statische Performance am Synthesizer von physischer Präsenz geprägt, die jener von Incapacitants ähnelt, sich aber in der ruhigen Konzentration Kōjis allerdings deutlich von der ausladenden Performance des Duos Incapacitants unterscheide. Kōjis bilde eine vielmehr Einheit mit der Musik. Die Hände von Kōji waren in ständiger Aktivität reagierten und transformierten über das Verstellen und Einrichten der Regler und Verbindungen des Synthesizers und Keyboards auf und mit dem erzeugten Klang.

## Diskografie (Auswahl)
Studioalben
- 1992: Ultimate Ambience (MSBR Records)
- 1993: Structured Suicide (MSBR Records)
- 1994: 2.000 Thousends Contaminate Electronic Acid (Old Europa Cafe)
- 1995: Metal Stricken Terror Action (Banned Production)
- 1995: Collapseland (Heel Stone Records)
- 1995: Destructive Locomotion Dedicated To Chizuo Matsumoto (Pure)
- 1995: Fracture Of Silence (Sounds For Consciousness Rape)
- 1995: Quaking People And Quiet Object (L’A Productions)
- 1996: Spherical Nerve System (G.R.O.S.S.)
- 1996: 303 Holy Mountain Electronixx (Cling Film-Records)
- 1996: Final Harsh Work #1 (Robotomy Tapes)
- 1996: Mental Dissolution (BloodLust!)
- 1997: Collabodestructivists (Isomorphic Records)
- 1997: Neuro Demolishment (Less Than Zero)
- 1999: The Final Harsh Work #22 (Spatter)
- 1999: The Final Harsh Work No. 7 (Ultra)
- 2000: Ultimate Ambience 2 (20city)
- 2001: The Final Harsh Work #18 (Blade Records)
- 2003: Structured Suicide (Denshi Zatsuon)
- 2021: ∞2005∞ (Steinklang Industries)

Kollaborationen und Splits
- 1993: Amalgam (Mit Telepherique, MSBR Records)
- 1993: A Cat Has Nine Lives (Mit Smell & Quim, MSBR Records)
- 1993: Scopotophilia (Mit Taint, MSBR Records)
- 1994: Multi Layering Termination (Mit Daniel Menche, MSBR Records)
- 1994: Geplünderte Leichen (Mit Telepherique, Drahtfunk-Products)
- 1994: Sonic Aggression (Mit Richard Ramirez, MSBR Records, Deadline Recordings)
- 1994: MSBR / Cock E.S.P. (Mit Cock E.S.P., E.F. Tapes)
- 1995: Stultification (Mit Speculum Fight, MSBR Records)
- 1995: Infused Electronics (Mit Sshe Retina Stimulants, MSBR Records)
- 1996: Destructible Foundation / Drain (Mit Merzbow, Self Abuse Records / Mother Savage Noise Productions)
- 1995: Sonic Destruction (Mit Black Leather Jesus, Deadline Recordings)
- 1995: Collaboration (Mit Speculum Fight, P-Tapes)
- 1996: Contact #1 (Mit Telepherique und Contagious Orgasm, SSSM, Drahtfunk-Products, MSBR Records)
- 1997: Speculum Fight / MSBR / Three Bond (Mit Speculum Flight und Three Bond, MSBR Records)
- 1997: Mass For Dead Insects (Mit Blazen Y Sharp, Gender-Less Kibbutz)
- 1998: 3 Cadavres Exquis (Mit Aube und Koji Marutani, E(r)ostrate)
- 1998: 壱 (Mit Kengo Iuchi, Alien8 Recordings)
- 1998: Arizona Meta-Physical Crash / Ghost Town (Mit Dave Wright, Pinch A Loaf Productions)
- 1998: Geosynclines (Mit ERG und Das Synthetische Mischgewebe, Flenix)
- 1998: MSBRBN (Mit Bastard Noise, Selbstverlag)
- 1998: MSBR / Proof Of The Shooting… (Mit Proof Of The Shooting…, MSBR Records)
- 1999: M.S.B.R. / Die Lebensmittelvergiftung (Mit Die Lebensmittelvergiftung, Duebel / Flenix)
- 1999: Live Electronics At Matsuyama (Mit Spastic Colon, Flenix)
- 1999: Your Daily Buzz (Mit L. Marhaug, K2 und Cartisian Faith, Tripmeke Records)
- 1999: Sixtus V / MSBR (Mit Sixtus V, Solipsism)
- 2000: Live in Moscow (Mit Government Alpha, RRRecords / SSS Productions)
- 2000: Dirty Knobby (Mit Blazen Y Sharp – Dirty Knobby)
- 2001: Tacks (Mit John Wiese, Gameboy Records)
- 2001: Split (Mit Brandon LaBelle, MSBR Records)
- 2006: MSBR & Salt (Mit Salt, Ant-Zen / MSBR Records)

Singles und EPs
- 1992: Steroid (MSBR Records)
- 2002: Metal Materia (Lady Godiva Operations)
- 2002: Difteria Cutanea (Tabula Rasa)

Boxsets
- 1995: Intensification (Praxis Dr. Bearmann)
- 1996: Electrovegetarianism (Pinch A Loaf Productions)